# Maestro di zecca
Il maestro di zecca o più anticamente mastro di zecca, era un incarico fondamentale nella gestione di una zecca, titolo concesso solitamente al direttore di uno stabilimento di produzione di monete. Il termine di "maestro di zecca", pur essendo stato utilizzato sino all'Ottocento, di fatti affonda le proprie radici nel medioevo e si radica profondamente per tutto il Rinascimento, ovvero in quei periodi storici in cui uno stato aveva generalmente più di una zecca. I maestri di zecca divennero figure ancora più esclusive con la formazione degli stati nazionali dove i nuovi governi cercarono di centralizzare le zecche, solitamente nelle capitali.
Generalmente, al maestro di zecca erano demandati, oltre a vari compiti amministrativi e di gestione dello stabilimento della zecca, anche quelli relativi a nuove proposte di monete da sottoporre poi al giudizio del ministero competente in materia (generalmente quello delle finanze o del tesoro) ma soprattutto al giudizio ultimo e definitivo del sovrano.

## Regno Unito
L'incarico di maestro di zecca (in inglese: Master of the Mint)  sorse separatamente dapprima per il regno d'Inghilterra e per quello di Scozia e poi congiuntamente per quello di Gran Bretagna e del Regno Unito, rimanendo in vigore dal medioevo sino al XIX secolo. Sino al 1699 la carica veniva concessa "a vita", ma la carica venne abolita poi nel 1879 quando le sue funzioni vennero assorbite dal Cancelliere dello Scacchiere e quindi la posizione divenne ancora più un incarico governativo.
Durante l'Interregno (1643-1660) l'ultimo maestro di zecca di Carlo I, Sir Robert Harley giurò fedeltà al parlamento e poté conservare la propria carica. Dopo la sua morte nel 1656 Aaron Guerdon venne nominato al suo posto.

### Maestri di zecca in Inghilterra
- 1331 Richard de Snowshill e Richard of Grimsby [1]
- 1351-? Henry de Bruselee e John Chichester  [2]
- 1361-1361 Walter dei Bardi [2]
- 1365-1367 John Chichester [2]
- 1375-1391 Walter dei Bardi [2]
- 1391-1391 John Wildeman [2]
- 1411-1414 Richard Garner [2]
- 1413-1414 Sir Lewis John [2]
- 1418–1420 Sir Lewis John [2]
- 1421-1432 Bartholomew Goldbeter [3]
- 1435–1446 John Paddesley  [3]
- 1446–1459 Robert Manfield  [3]
- 1459-1461 Sir Richard Tonstall [2]
- 1461-1483 William Hastings (decapitato nel 1483) [2]
- 1483-1485 Sir Robert Brackenbury (ucciso a Bosworth,1485) [2]
- 1485–1490 Sir Giles Daubeney  [3]
- 1492-1493 Sir Bartholomew Reed e Sir John Shaa [2]
- 1493–1494 Sir Bartholomew Reed  Robert Fenrother  [3]
- 1495–1498 Sir Bartholomew Reed e Sir John Shaa [3]
- 1509–1534 William Blount, IV barone Mountjoy [3]
- 1543 Ralph Rowlet e Sir Martin Bowes [3]
- 1544 Sir Martin Bowes [3]
- 1547–1553 Sir John York [4]
- 1553–1555 Thomas Egerton [3]
- 1560–1571 Sir Thomas Stanley [3]
- 1571–1582 John Lonyson [3]
- 1582–1599 Sir Richard Martin
- 1599–1609 Sir Richard Martin (m. 1616) e Richard Martin
- 1617–1623 Sir Edward Villiers
- 1623–1626 Sir Randal Cranfield
- 1626–1635 Sir Robert Harley
- 1635–1643 In commissione:
  - Sir Ralph Freeman
  - Sir Thomas Aylesbury
- 1643–1649 Sir Robert Harley
- 1649–1653 Aaron Guerdon
- 1660–1662 Sir Ralph Freeman
- 1662–1667 Sir Ralph Freeman e Henry Slingsby
- 1667–1680 Henry Slingsby (sospeso nel 1680)
- 1680–1684 In commissione:
  - Sir John Buckworth
  - Charles Duncombe
  - James Hoare
- 1684–1686 In commissione:
  - Thomas Neale
  - Charles Duncombe
  - James Hoare
- 1686–1699 Thomas Neale
- 1700–1727 Sir Isaac Newton
- 1727–1737 John Conduitt
- 1737–1745 Hon. Richard Arundell
- 1745–1769 Hon. William Chetwynd
- 1769–1784 Hon. Charles Cadogan
- 1784–1789 Thomas Howard, III conte di Effingham
- 1789–1790 Philip Stanhope, V conte di Chesterfield
- 1790–1794 George Townshend, II marchese Townshend
- 1794–1799 Sir George Yonge, V baronetto
- 1799–1801 Robert Jenkinson, II conte di Liverpool
- 1801–1802 Charles Perceval, II barone Arden
- 1802–1804 John Smyth
- 1804–1806 Henry Bathurst, III conte Bathurst
- 1806 Lord Charles Spencer
- 1806–1807 Charles Bathurst
- 1807–1812 Henry Bathurst, III conte Bathurst
- 1812–1814 Richard Trench, II conte di Clancarty
- 1814–1823 William Wellesley-Pole
- 1823–1827 Thomas Wallace
- 1827–1828 George Tierney
- 1828–1830 John Charles Herries
- 1830–1834 The Lord Auckland
- 1834–1835 Hon. James Abercrombie
- 1835 Alexander Baring
- 1835–1841 Henry Labouchere
- 1841–1845 William Ewart Gladstone
- 1845–1846 Sir George Clerk, VI baronetto
- 1846–1850 Richard Lalor Sheil
- 1850–1855 Sir John Herschel
- 1855–1869 Thomas Graham
- 1879 incarico abolito; incarico assorbito dal Cancelliere dello Scacchiere